# 파문

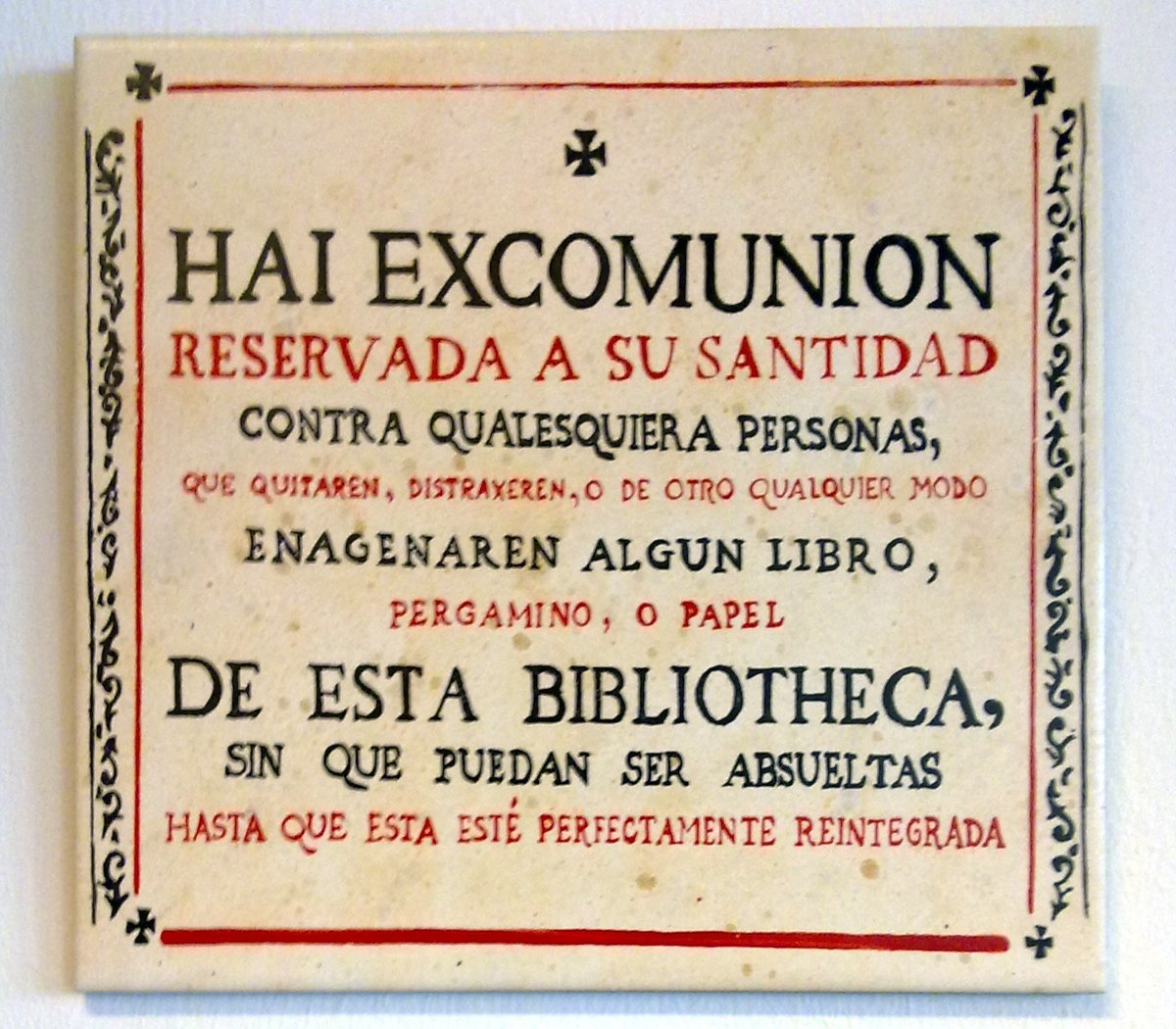

파문(破門, 영어: excommunication)은 기독교 특히 로마 가톨릭교회에서 교리나 윤리상 중대한 잘못을 저지른 기독교인을 공동체로부터 쫓아내는 처벌을 뜻한다. 보통 로마 가톨릭교회에서 사용하는 용어로, 바깥을 뜻하는 Ex와 모든 성인의 통공(사도신경 참조)를 뜻하는 Communion이 더해진 말이다.
개신교에서의 권징과 비슷하다. 파문을 당한 사람은 공동체에서 쫓겨나, 하느님의 은혜가 전달되는 성사에 참석할 권리를 빼앗기지만, 세례의 효력이 없어지는 일은 없으므로 기독교인이 아니게 되는 것은 아니다. 이 가운데 몇 가지 방식은 모든 기독교 교회·교단, 그리고 더나아가 모든 신앙공동체의 권징 대상에 속한다. 교회 말고도 학교에서의 출학, 강제전학, 퇴학, 학원에서의 강제퇴원도 해당되며, 족보ㆍ묘지 훼손, 장례식ㆍ결혼식ㆍ제사방해 등 가문을 더럽히는 짓을 해도 파문당하므로 절대 해서는 안된다. 물론 학교폭력ㆍ성폭력ㆍ가정폭력ㆍ음주운전 등을 저질러도 마찬가지다.

## 파문의 조건
1. 세례를 받았고
2. 파문에 해당하는 교회법의 조항(1321조)을 형식적, 도덕적으로 비난받을 만큼 위반했으며
3. 교회의 가르침에 반항한 신자여야 한다.

## 역사적 사례
- 카노사의 굴욕
- 마르틴 루터의 파문.  1521년 1월 3일 로마에서 공포된 교황 레오 10세의 교서 《Decet Romanum Pontificem》(로마 교황은 이렇게 말한다)에 따라 루터는 로마 가톨릭 교회로부터 파문당한다.
- 마리아의 구원방주 자동 파문.

## 기독교 공동체에 따른 치리

### 로마 가톨릭
로마 가톨릭교회는 파문을 2가지로 구분했다. 그중 하나는 '톨레라투스'(관용을 베푸는 것), 다른 하나는 '비탄두스'(상대하지 못할 사람으로 간주해버리는 것)이다. 2번째에 해당하는 가혹한 파문을 내리려면 이런 파문을 내리게 되는 특정 범죄를 제외하고는 먼저 범죄자를 대중 앞에서 '비탄두스'라는 이름으로 공포해야 하는데, 대부분의 경우 교황청이 직접 이러한 파문을 내렸다. 이 파문은 대단히 큰 범죄에 한정되었다.
두 종류의 파문 모두 교회의 성사들뿐만 아니라 기독교 장례식에도 참여하지 못하게 했다. 교회법전에는 파문받을 행위가 상세히 나열되어 있다. 1983년 1월 교황 요한네스 파울루스(요한 바오로) 2세는 이 목록을 개정하여 낙태, 고해의 비밀약속을 깨는 일, 사제의 도움을 받아 죄를 지은 사람을 그 사제가 사면하는 일, 영성체 집행자로 축성된 사람을 모독하는 일, 바티칸의 승인 없이 주교를 임명하는 일, 교황에게 물리적인 타격을 가하는 일, 이단, '신앙을 버리는 일' 등을 포함시켰다. 만일 파문을 당한 사람이 자기 죄를 고백하고 그 죄에 해당하는 고행을 하면 사면받았다.
어떤 경우에는 사제가 파문을 사면해주기도 하지만, '죽을 위험에 처해 있는 경우'(in periculo mortis)를 제외하고는 사면은 통상 주교 또는 교황만의 권한이다. 파문은 정직제재(停職制裁) 및 금지제재라는 2개의 관련징계 방식과는 구별되어야 한다. 정직제재는 성직자에게만 해당되며, 그들의 권리 일부나 전부를 박탈한다. 금지제재는 신자를 신앙공동체에서 축출하지는 않지만 특정 성사, 성무, 때로는 성사나 성무 전체를 금지한다.

#### 자동 파문
로마 가톨릭교회에서는 부정적인 의미로서 특정행위를 했다는 사실이 알려졌을 경우 굳이 교황청에 알리지 않아도 자동적으로 파문 조치되는 경우가 있다. 이 자동파문은 '비탄두스'에 해당되는 파문으로 질이 엄청나게 좋지 않기 때문에 승인 없이 파문되는 것이 가능하다. 그 사유는 지극히 간단하다. 이단 종파를 추종하거나 사이비 종교에 심취하면 그렇게 된다. 현재 공식적으로 자동파문 사유가 되는 것에는 다음과 같다.
- 마리아의 구원방주와 접촉하면 자동 파문된다.

### 개신교
개신교에서는 파문대신 권징 곧 교회에서 죄를 지적하고 처벌하는 일이라고 한다.

#### 성공회
성공회에서는 교구를 지도하는 주교가 성직자에 대한 면직(성직자의 권리를 박탈함)등으로 처벌할 권리를 갖고 있으며, 교회를 지도하는 사제도 교인이 신자로서의 의무를 소홀히 했거나 도덕적인 문제를 일으킨 경우 처벌할 권리가 있다.

#### 개혁교회(Reformed)
파문이라는 말보다는 교회 징계라는 말을 쓴다. 개혁교회는 교회에서 잘못된 일이 생겨서 징계를 행하고 필요할 경우에 출교를 선언할 권위를 목사와 장로들로 구성되는 협의체에 부여한다. 1646년에 제정된 웨스트민스터 신앙고백 제30항은 징계의 공정한 단계를 '잘못을 지적하는 훈계, 일정 기간의 성만찬 참여금지 즉, 그리스도의 몸과 보혈을 모시지 못하게 하는 처벌,교회에서 추방하는 출교'로 규정한다. 한국 장로교회에서도 예장 통합의 경우 양심수를 제외하고 실정법에 의해 처벌된 자, 이단적 교설을 주장한 자, 도덕적으로 죄를 지은 자등에 대해 처벌할 수 있다.

#### 루터교회
루터교 전통은 마르틴 루터의 교리문답을 따른다. 그 교리문답은 '열쇠의 권위'에 대해서 말하며, 징계를 공공연하고 완고한 죄인의 성찬 참여를 거부하는 것으로 규정한다. 성직자와 회중이 모두 그러한 징계를 행사할 권리를 갖는다.

#### 그외 설명
참고로 교회와 정치간의 소모적 대립을 막기 위해 정치와 종교가 분리된 민주주의 전통에 따라 자유교회 전통을 지닌 미국의 개신교 교회에서는 죄인에게 '교회가 책임을 묻는다. 회중적인 정책과 '신자의 세례' 원칙을 갖고 있는 교파에서는 징계가 매우 엄격할 때가 종종 있다. '(churching)라는 말이 출교를 가리킨다.